# بولوم نابییری
بولوم نابییری شهری در شهرستان رامونگو در استان بولکیمده در بورکینافاسوی غربی مرکزی است جمعیت آن ۱۹۴۶ نفر است.